# فوستينا الكبرى
فوستينا الكبرى أو فوستينا الأولى أو فوستينا ميجور باللاتينية وُلِدت في 16 فبراير 100، وماتت في أكتوبر أو نوفمبر عام 140 كانت إمبراطورة رومانية، وزوجة الإمبراطور الروماني أنطونيوس بيوس، وكان الإمبراطور ماركوس أوريليوس ابن أخيها، وقد تبنته مع الإمبراطور لوتشيوس فيرس، وماتت في فترة حكم أنطونيوس بيوس

## حياتها المُبكرة
فوستينا كانت الابنة الوحيدة للقنصل ماركوس أنيوس فيرس وروبيليا فوستينا، وكان أخواها هما القنصل ماركوس أنيوس ليو والقاضي ماركوس أنيوس فيرس، وخالتها مان الإمبراطورة الرومانية فيبيا سابينا، وماتيديا الصغرى، وكان جدها لأبيها يُدعى ماركوس أنيوس فيرس -مثل اسم والدها- بينما كان جدها لأمها يُدعى سالونيا ماتيديا (ابن أخت الإمبراور الروماني تراجان)، وقد وُلِدت فوستينا ونشأت في روما، وقد تزوجت أنطونيو بيوس ما بين عامي 110 و115، وقد ولت أربعة أولاد: ذكرين وأنثيين، وهم:
- ماركوس أوريليوس فالفيس (توفى قبل 138)، وقد وُجِدت نقوش قبره في ضريح هادريان في روما[10][12]
- ماركوس جاليليوس أوريليوس أنطونيوس (مات قبل 138)، وقد وُجدت نقوش قبره في ضريح هادريان في روما[10][12]
- أويليا فاديلا (ماتت في 135)، وقد تزوجت إليوس لاميا سيلفانوس أو سيلانس، ولكن لم تُنجب، وقد وُجدت نقوش قبرها في إيطاليا
- فوستينا الصغرى: إمبراطورة رومانية تزوجت الإمبراطور الروماني ماركوس أوريليوس، وكانت الابنة الوحيدة التي رأت والديها يتولان إدارة الإمبراطورية الرومانية[10][12]

وفقًا لكتاب التاريخ الأغسطسي فإن هناك إشاعات عندما كان أنطونيوس حاكم آسيا تقول أن فوستينا مُنسجمة مع الصراحة الزائدة والخفة